# Alda Noni
Alda Noni (30 de abril de 1916 – 19 de mayo de 2011) fue una cantante de opera, de voz soprano ligera, de nacionalidad italiana, una de las más importantes del período inmediato al fin de la Segunda Guerra Mundial.

## Biografía
Nacida en Trieste, Italia, en aquel momento parte del Imperio austrohúngaro, inició estudios de canto y piano en su ciudad natal, completando su formación en Viena. Hizo su debut profesional en Liubliana en 1937, haciendo el papel de Rosina, actuando más adelante en Zagreb y Belgrado.
Noni cantó en la Ópera Estatal de Viena entre 1942 y 1946, con papeles de Mozart, Rossini y Donizetti tales como Susanna, Zerlina, Despina, Adina y Norina. Ella fue elegida por el mismo Richard Strauss para encarnar a Zerbinetta en 1944, celebrando el 80 cumpleaños del compositor.
Noni actuó con frecuencia en Italia, tanto en el teatro como en la radio, actuando en obras de Domenico Cimarosa, Giovanni Paisiello y Valentino Fioravanti, cantando a menudo con Cesare Valletti y Sesto Bruscantini. También actuó en Londres (1946) y en el Festival de Glyndebourne y en el de Edimburgo (ambos en 1949). Su primera interpretación en la Ópera Garnier llegó en 1951 cantando el papel de Oscar, siendo más adelante Nanetta. 
Alda Noni se retiró del teatro en 1955, y falleció en Chipre en 2011. Sus restos fueron incinerados, y las cenizas entregadas a los allegados. Sus interpretaciones pueden oírse en grabaciones de Cetra Records de los primeros años 1950, entre ellas Le cantatrici villane, Las bodas de Fígaro, El matrimonio secreto, El elixir de amor,  Don Pasquale y Los cuatro rústicos.

## Discografía
- Ariadna en Naxos, con Maria Reining, Max Lorenz, Paul Schoffler y Erich Kunz, dirección de Karl Bohm – en directo, Viena, 1944 DG/Preiser/Myto
- La bohème (selección), con Margherita Carosio, Gianni Poggi y Paolo Silveri, dirección de Victor de Sabata – director en La Scala 1949 ed. Cetra/Myto
- El matrimonio secreto, con Sesto Bruscantini, Cesare Valletti y Giulietta Simionato, dirección de Manno Wolf-Ferrari - Cetra 1950
- El matrimonio secreto, con Sesto Bruscantini, Fedora Barbieri, Tito Schipa, Boris Christoff y Hilde Gueden, dirección de Mario Rossi – directo en La Scala 1950 ed. Melodram
- Las bodas de Fígaro, con Italo Tajo, Gabriella Gatti, Sesto Bruscantini y Jolanda Gardino, dirección de Fernando Previtali - Cetra 1951
- Il signor Bruschino, con Sesto Bruscantini, Afro Poli y Tommaso Soley, dirección de Carlo Maria Giulini – directo con la RAI-Milán 1951 ed. Melodram/Walhall/GOP
- Falstaff, con Mariano Stabile, Renata Tebaldi, Cloe Elmo, Paolo Silveri y Cesare Valletti, dirección de Victor de Sabata – directo en La Scala 1951 ed. Cetra/Nuova Era/Opera D'Oro
- Le cantatrici villane, con Sesto Bruscantini, Franco Calabrese, Agostino Lazzari y Fernanda Cadoni, dirección de Mario Rossi - Cetra 1951
- Los cuatro rústicos , con Fernando Corena, Agnese Dubbini y Cristiano Dalamangas, dirección de Alfredo Simonetto - Cetra 1952
- Don Pasquale, con Sesto Bruscantini, Cesare Valletti y Mario Borriello, dirección de Mario Rossi - Cetra 1952
- El elixir de amor, con Cesare Valletti, Sesto Bruscantini y Afro Poli, dirección de Gianandrea Gavazzeni - Cetra 1952
- La flauta mágica, con Nicolai Gedda, Elisabeth Schwarzkopf, Giuseppe Taddei, Rita Streich y Mario Petri, dirección de Herbert von Karajan – directo, RAI-Roma 1953 ed. Myto/Urania/Walhall
- Las bodas de Fígaro, con Italo Tajo, Renata Tebaldi, Scipio Colombo y Giulietta Simionato, dirección de Ionel Perlea – directo, Nápoles 1954 ed. Hardy Classic
- El elixir de amor (DVD), con Cesare Valletti, Renato Capecchi y Giuseppe Taddei, dirección de Mario Rossi - video RAI 1954 ed. BCS
- Don Pasquale (DVD), con Italo Tajo, Cesare Valletti y Sesto Bruscantini, dirección de Alberto Erede - video-RAI 1955 ed. Hardy Classic/BCS
- Don Giovanni, con Giuseppe Valdengo, Sesto Bruscantini, Birgit Nilsson, Sena Jurinac y Anton Dermota, dirección de Karl Bohm – directo, Nápoles 1955 ed. Golden Melodram
- Las bodas de Fígaro, con Giuseppe Taddei, Orietta Moscucci, Antonio Cassinelli y Giulietta Simionato, dirección de Vittorio Gui - directo Tokio 1956 ed. Gala
- El elixir de amor (DVD), con Ferruccio Tagliavini, Paolo Montarsolo y Arturo La Porta, dirección de Alberto Erede - directo Tokio 1959 ed. VAI/Encore

## Selección de su filmografía
- Der weiße Traum, de Géza von Cziffra (1943)